# James Reese Europe
Pour les articles homonymes, voir Europe (homonymie).
James Reese Europe, parfois connu comme Jim Europe, né le 22 février 1880 à Mobile dans l'Alabama et mort assassiné le 9 mai 1919, est un musicien, arrangeur, compositeur et chef d'orchestre afro-américain spécialiste du ragtime et de musique populaire américaine. 

## Biographie
James Reese Europe est né en 1880 à Mobile dans l'État de l'Alabama, d'un père né esclave et affranchi en 1865. Il grandit au sein d'une famille nombreuse qui pratique la musique dans un cadre religieux. En 1903, il s'installe à New York et devient rapidement le chef de file de la scène musicale afro-américaine de Big Apple dans les années 1910. Il est en particulier à l'origine du « Clef Club », club professionnel et fraternel et grand orchestre entièrement noir américain, connu pour un concert donné au Carnegie Hall en 1912. Il compose son plus célèbre rag, Castle House Rag, en 1914.
Militaire, il participe à la Première Guerre mondiale comme lieutenant dans le 369e régiment d'infanterie, les Harlem Hellfighters, et son orchestre participe à la diffusion du ragtime et du jazz en Europe. Ainsi, arrivé à Brest fin décembre 1917, son orchestre y interprète les premiers morceaux de jazz joués en Europe,.
Plus tard, il donne le premier concert de jazz en tant que tel, sur les marches puis à l'intérieur du théâtre Graslin à Nantes, en France, le 12 février 1918,. 
Il meurt poignardé en 1919 dans une dispute avec l'un des membres de son orchestre. Premier citoyen africain américain à connaître des funérailles publiques, il repose au cimetière national d'Arlington,.

## Liste des œuvres
1904

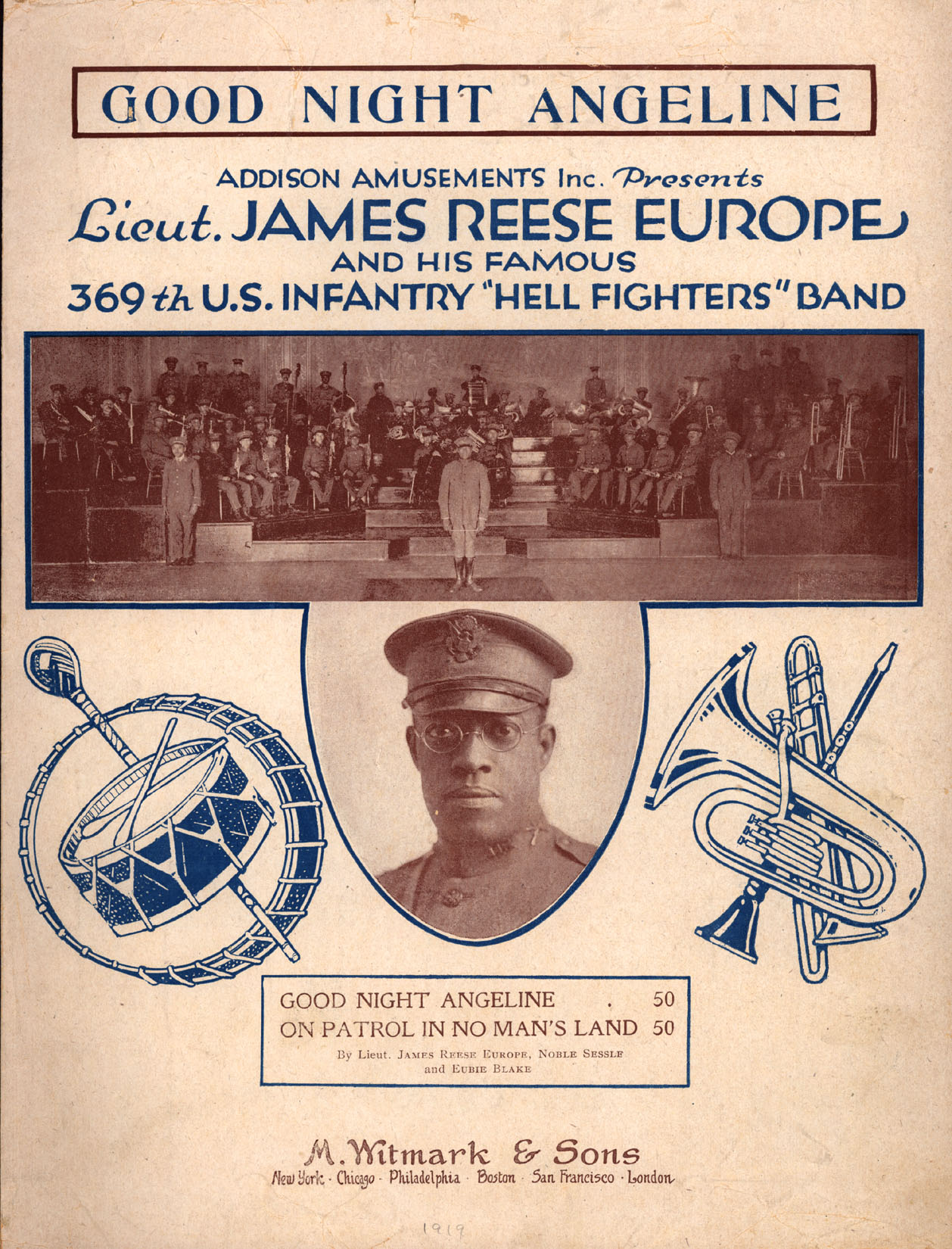
Goodnight Angeline, 1919.

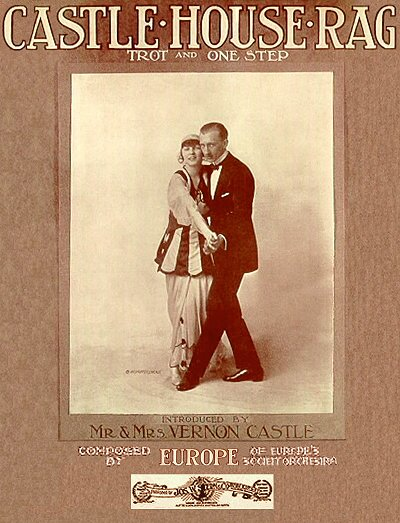
Castle House Rag, 1914.

- Zola (Jungle Song) (avec John Larkins)
- My Heart Goes Thumping and Bumping for You
- Blue-Eyed Sue
- Nubiana

1905
- Obadiah (You Took Advantage of Me)
- The Coon Band Parade

1906
- On the Gay Luneta (avec Bob Cole)

1907
- When I Rule the Town
- A Royal Coon
- Likin' Ain't Like Lovin'

1908
- Sambo (avec Bob Cole)
- Ada, My Sweet Potater! (avec Bob Cole)
- I Ain't Had No Lovin' in a Long Time

1910
- Pliney Come Out in the Moonlight
- Sweet Suzanne (avec Henry Troy)
- That Minor Strain (avec Ford Dabney)
- Breezy Rag (non publié)

1911
- The Clef Club: Grand March
- Droop Dem Eyes [avec Henry Creamer]

1912
- I've Got the Finest Man (avec Henry Creamer)

1913
- Someone is Waiting Down in Tennessee (avec Cecil Mack)

1914
- Enticement - An Argentine Idyl  (avec Ford Dabney)
- Congratulations Valse (« Castle Lame Duck Waltz ») (avec Ford Dabney)
- Castle House Rag - Trot and One Step
- Castle's Half and Half (avec Ford Dabney)
- Castles in Europe - The Innovation Trot
- The Castle Walk (avec Ford Dabney)
- Castle Innovation Tango (avec Ford Dabney)
- The Castle Combination (avec Ford Dabney)
- Castle Maxixe (avec Ford Dabney)
- Castle Perfect Trot (avec Ford Dabney)
- What it Takes to Make Me Love You - You've Got It (avec James Weldon Johnson)
- Ballin' the Jack (instrumental) (avec Chris Smith)

1915
- The Castle Doggy (avec Ford Dabney)
- Monkey-Doodle
- Syncopated Minuet (avec Henry Creamer)
- Father's Gone to the War (avec Henry Creamer)

1916
- Hilo (Hawaiian Waltz)

1918
- I've Got the Lovin'es' Love for You (avec Noble Sissle et Eubie Blake)
- On Patrol in No Man's Land (avec Noble Sissle et Eubie Blake)
- Mirandy (That Gal o' Mine) (avec Noble Sissle et Eubie Blake)

1919
- All of No Man's Land is Ours (avec Noble Sissle et Eubie Blake)
- Goodnight Angeline (avec Noble Sissle et Eubie Blake)

## Postérité
- Une bande dessinée, Jazz Lieutenant, lui est consacrée et raconte notamment son débarquement à Brest en 1917 avec le régiment des « Harlem Hellfighters » lors de la Première Guerre mondiale en France[10],[11].

- Frères d'armes - James Reese Europe, série Frères d'armes, film-portrait raconté par Elsa Zylberstein, co-réalisé par Pascal Blanchard et Rachid Bouchareb, 2016, 2 minutes. [voir en ligne]